# Кенеу ап Коэль
Кенеу (лат. Ceneus, валл. Ceneu) (ок. 382? — ок. 450) — правитель королевства Эбрук.
Кенеу родился около 382 года в семье Коэля Старого и Истрадвалы. Он был братом Гарбониана, вместе с которым разделил владения отца после его смерти. Гарбониан получил территорию под названием Бринейх, а Кенеу — все остальные земли.
В 440-х годах Кенеу поступил также как и Вортигерн, использовав саксов во главе с их вождем Вилгисом для борьбы с пиктами. За поддержку христиан в борьбе против язычников Кенеу был канонизирован.
Около 450 года Кенеу умер, а его владения были разделены между сыновьями: Мор получил Эбрук, а Гургуст — Регед.